# Desa Margaluyu (administrativ by i Indonesien, Jawa Barat, lat -6,98, long 107,18)
Desa Margaluyu är en administrativ by i Indonesien.   Den ligger i provinsen Jawa Barat, i den västra delen av landet, 90 km söder om huvudstaden Jakarta.